# All the Lost Souls
All the Lost Souls reprezintă cel de-al doilea album al lui James Blunt, realizat pe 17 septembrie 2007. Albumul marchează revenirea după succesul albumului de debut Back to Bedlam.
Multe dintre piese au fost efectuate în direct în timpul turneului din 2006, inclusiv "1973", "I Really Want You ", "Annie" și "I Can't Hear The Music". Trupa, care îl însoțește pe James Blunt în turneu, este formată din Paul Beard (tastatură și voce), Ben Castle (chitară și voce), Malcolm Moore (bas și voce) și Karl Brazil (tobe și percuție) . Tom Rothrock, cel care a produs albumul Back to Bedlam rămâne  producător și în albumul secund al lui James Blunt. De asemenea, albumul All the Lost Souls a ajuns pe locul întâi în peste 20 de țări.

## Track-listing
1. "1973" (James Blunt & "Mark Batson") – 4:40
2. "One of the Brightest Stars" (James Blunt & "Steve McEwan") – 3:11
3. "I'll Take Everything" (Blunt & Eg White) – 3:05
4. "Same Mistake" (Blunt) – 4:58
5. "Carry You Home" (Blunt & Max Martin) – 3:56
6. "Give Me Some Love" – 3:36
7. "I Really Want You" (Blunt) – 3:30
8. "Shine On" (Blunt) – 4:26
9. "Annie" (Blunt, Jimmy Hogarth) – 3:25
10. "I Can't Hear the Music" (Blunt) – 3:45

## Clasamente și Certificări
| \| Clasament (2007) \| Poziție vârf \| Certificare \| Vânzări \| \| -------------------------------------- \| ------------ \| ---------------------------- \| ----------- \| \| Argentina Albums Chart \| 1 \| Platină[3] \| 40,000 \| \| Australian Albums Chart[4] \| 1 \| Platină[4] \| 70,000 \| \| Austrian Albums Chart[5] \| 1 \| Platină \| 30,000 \| \| Belgian (Flanders) Albums Chart[6] \| 5 \| Aur[6][7] \| 25,000 \| \| Belgian (Wallonia) Albums Chart[7] \| 1 \| Aur[6][7] \| 25,000 \| \| Canadian Albums Chart[8] \| 1 \| 2x Platină \| 200,000[9] \| \| Cyprus Albums Chart[10] \| 1 \| \| \| \| Czech Republic Albums Chart[11] \| 5 \| Platină \| 5,000 \| \| Danish Albums Chart[12] \| 5 \| Platină[12] \| 30,000 \| \| Ecuadorian Albums Chart[13] \| 6 \| \| \| \| Estonian Albums Chart[14] \| 1 \| Platină[14] \| 10,000 \| \| Finnish Albums Chart[8] \| 10 \| \| \| \| French Albums Chart[8] \| 1 \| Diamant[15] \| 750,000 \| \| German Albums Chart[16] \| 1 \| 2x Platină[17] \| 400,000 \| \| Greek International Albums Chart[18] \| 1 \| Aur \| 16,000 \| \| Hong Kong Albums Chart[8] \| 1 \| \| \| \| Hungarian Albums Chart \| 6 \| Aur \| 3.000 \| \| Irish Albums Chart[8] \| 1 \| 5x Platină [necesită citare] \| 75,000 \| \| Italian Albums Chart[19] \| 1 \| \| \| \| Japanese Albums Chart[20] \| 26 \| Aur[21] \| 37,000[22] \| \| Korean Albums Chart[23] \| 4 \| \| \| \| Mexican Albums Chart[24] \| 19 \| Aur \| 50,000 \| \| Mexican International Albums Chart[25] \| 4 \| Aur \| 50,000 \| \| Netherlands Albums Chart[26] \| 2 \| Platină[27] \| 70,000 \| \| New Zealand Albums Chart[8] \| 1 \| Platină[28] \| 36,000 \| \| Norwegian Albums Chart[8] \| 3 \| \| \| \| Swedish Albums Chart[8] \| 2 \| Aur[29] \| 25,000+ \| \| Swiss Albums Chart[8] \| 1 \| 2x Platină \| 60,000 \| \| South African Albums Chart[8] \| 1 \| [30] \| \| \| Spanish Albums Chart \| 13 \| \| \| \| Taiwan G-music Albums Chart[31] \| 16 \| \| \| \| Portuguese Albums Chart[32] \| 9 \| \| \| \| UK Albums Chart[8] \| 1 \| 2x Platină \| 633,000 \| \| Euro Albums Chart[33] \| 1 \| Platină[34] \| 1,000,000 \| \| US Billboard 200[8] \| 7 \| Aur \| 500,000[35] \| | 1. 2. 3. 4. 5. 6. 7. 8. 9. 10. 11. 12. 13. 14. 15. 16. 17. 18. 19. 20. 21. 22. 23. 24. 25. 26. 27. 28. 29. 30. 31. 32. 33. 34. 35. |             |           |
| Clasament (2007) | Poziție vârf | Certificare | Vânzări   |
| Argentina Albums Chart | 1 | Platină     | 40,000    |
| Australian Albums Chart | 1 | Platină     | 70,000    |
| Austrian Albums Chart | 1 | Platină     | 30,000    |
| Belgian (Flanders) Albums Chart | 5 | Aur         | 25,000    |
| Belgian (Wallonia) Albums Chart | 1 | Aur         | 25,000    |
| Canadian Albums Chart | 1 | 2x Platină  | 200,000   |
| Cyprus Albums Chart | 1 |             |           |
| Czech Republic Albums Chart | 5 | Platină     | 5,000     |
| Danish Albums Chart | 5 | Platină     | 30,000    |
| Ecuadorian Albums Chart | 6 |             |           |
| Estonian Albums Chart | 1 | Platină     | 10,000    |
| Finnish Albums Chart | 10 |             |           |
| French Albums Chart | 1 | Diamant     | 750,000   |
| German Albums Chart | 1 | 2x Platină  | 400,000   |
| Greek International Albums Chart | 1 | Aur         | 16,000    |
| Hong Kong Albums Chart | 1 |             |           |
| Hungarian Albums Chart | 6 | Aur         | 3.000     |
| Irish Albums Chart | 1 | 5x Platină  | 75,000    |
| Italian Albums Chart | 1 |             |           |
| Japanese Albums Chart | 26 | Aur         | 37,000    |
| Korean Albums Chart | 4 |             |           |
| Mexican Albums Chart | 19 | Aur         | 50,000    |
| Mexican International Albums Chart | 4 | Aur         | 50,000    |
| Netherlands Albums Chart | 2 | Platină     | 70,000    |
| New Zealand Albums Chart | 1 | Platină     | 36,000    |
| Norwegian Albums Chart | 3 |             |           |
| Swedish Albums Chart | 2 | Aur         | 25,000+   |
| Swiss Albums Chart | 1 | 2x Platină  | 60,000    |
| South African Albums Chart | 1 | [ 30 ]      |           |
| Spanish Albums Chart | 13 |             |           |
| Taiwan G-music Albums Chart | 16 |             |           |
| Portuguese Albums Chart | 9 |             |           |
| UK Albums Chart | 1 | 2x Platină  | 633,000   |
| Euro Albums Chart | 1 | Platină     | 1,000,000 |
| US Billboard 200 | 7 | Aur         | 500,000   |